# ジェフ・ベゾスの家族
実業家のジェフ・ベゾスの家族は、ビジネスや慈善活動に積極的なアメリカ合衆国の名家である。ジェフ・ベゾスとその元妻のマッケンジー・スコットは共にAmazonを創業した。
ジェフの実母と継父はベゾス家族財団の共同設立者である。
一族はデンマーク系アメリカ人、メキシコ系アメリカ人、キューバ系の血を引いている。

## 著名な家族

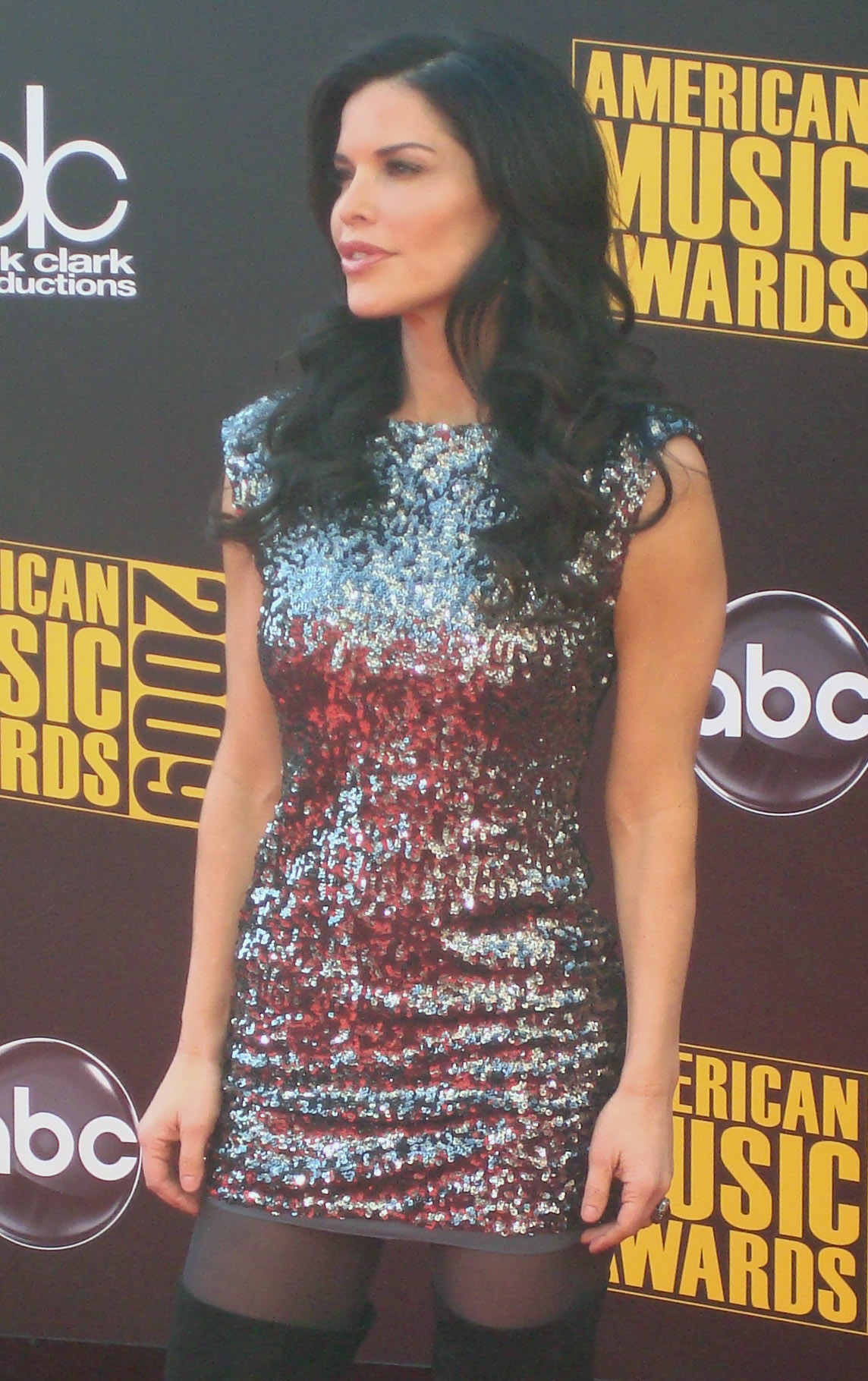
ローレン・サンチェス（2010年）

- テッド・ジョーゲンセン（英語版） (1944年-2015年) - ベゾスのデンマーク系アメリカ人の実父である[1]。ジョーゲンセンは幼少期は一輪車ホッケー（英語版）の選手、成人後は自転車店経営者であった[2][1]。ジョーゲンセンはベゾスが乳児の時に母子のもとを去った[1]。
- ミゲル・ベゾス（英語版） (1945年もしくは1946年生[3]) - ジェフ・ベゾスの継父である[4][5]。彼はキューバで生まれ[5]、1962年にアメリカ合衆国に移住した[6]。彼はベゾス家族財団（英語版）の副会長・共同設立者である[5]。
- ジャッキー・ベゾス（英語版） (1946年生[1]) - ジェフ・ベゾスの実母である[1]。彼女は1963年から1965年までジョーゲンセンと結婚していた[1]。その後、ミゲル・ベゾスと結婚した[7]。
- マーク・ベゾス（英語版） (1967年生) - ジェフ・ベゾスの異父弟である[8]。彼は宇宙旅行者、ボランティア消防士、元広告会社役員である[9][10]。
- ローレン・サンチェス (1969年生) - 2023年5月にジェフ・ベゾスと婚約した。彼女は元ジャーナリストで、現在は慈善活動家である[11]。サンチェスはメキシコ系アメリカ人である[12]。
- マッケンジー・スコット (1970年生) - ジェフ・ベゾスの元妻である。1993年に結婚し、2019年に離婚した[13]。スコットは作家[14]、慈善活動家[15]、Amazonの共同創業者である[16]。

## その他の近親者
ジェフ・ベゾスとマッケンジーには実の息子3人と中国出身の養女が1人いる。
ジャッキーとミゲルはジェフの異父妹のクリスティーナ（Christina）ももうけている。

## ポップカルチャーでの登場
家族はブラッド・ストーンの2013年の著書『ジェフ・ベゾス 果てなき野望』やコア・ル監督による2022年の伝記映画『Bezos: The Beginning』で取り上げられている。後者の映画は2021年の書籍『Zero to Hero, Bezos: The Beginning』（ISBN 979-8709873797）に基づいている。